# Mohammad Kalhor
Mohammad Kalhor, pers. محمد کلهر (ur. w 1956) – irański narciarz alpejski, olimpijczyk.

## Występy na IO
| Rok  | Igrzyska Olimpijskie | Konkurencja   | Wyniki |
| 1976 | Innsbruck 1976       | zjazd         | DNF    |
| 1976 | Innsbruck 1976       | slalom gigant | DNF    |
| 1976 | Innsbruck 1976       | slalom        | DNF    |